# Roadracing-VM 1980
Roadracing-VM 1980 kördes över 8 omgångar.
| Klass       | Mästare individuellt               | Mästare konstruktörer |
| ----------- | ---------------------------------- | --------------------- |
| 500GP       | Kenny Roberts (Yamaha)             | Suzuki                |
| 350GP       | Jon Ekerold                        | Bimota                |
| 250GP       | Anton Mang                         |                       |
| 125GP       | Pierpaolo Bianchi (MBA)            | Minarelli             |
| 50GP        | Eugenio Lazzarini (Iprem)          | Kreidler              |
| Sidvagn     | / Jock Taylor/Benga Johansson      | Yamaha                |
| Formula TT1 | Graeme Crosby (Suzuki)             | -                     |
| Formula TT2 | Charlie Williams (Yamaha)          | -                     |
| Formula TT3 | Ron Haslam (Honda)                 | -                     |
| Endurance   | Marc Fontan, Hervé Moineau (Honda) | -                     |

## 500GP
Säsongen innebar Kenny Roberts sista titel. Han fick ensam slåss emot alla Suzukis i toppen. Valentino Rossis pappa Graziano Rossi blev femma året efter att sonen föddes, hans bästa placering i 500GP.

### Delsegrare
| Bana        | Vinnare           | Märke  |
| ----------- | ----------------- | ------ |
| Misano      | Kenny Roberts     | Yamaha |
| Jarama      | Kenny Roberts     | Yamaha |
| Paul Ricard | Kenny Roberts     | Yamaha |
| Assen       | Jack Middelburg   | Suzuki |
| Spa         | Randy Mamola      | Suzuki |
| Imatra      | Wil Hartog        | Suzuki |
| Silverstone | Randy Mamola      | Suzuki |
| Nürburgring | Marco Lucchinelli | Suzuki |

### Slutställning
| Plats | Förare            | Märke  | Poäng |
| ----- | ----------------- | ------ | ----- |
| 1     | Kenny Roberts     | Yamaha | 87    |
| 2     | Randy Mamola      | Suzuki | 72    |
| 3     | Marco Lucchinelli | Suzuki | 59    |
| 4     | Franco Uncini     | Suzuki | 50    |
| 5     | Graziano Rossi    | Suzuki | 38    |
| 6     | Wil Hartog        | Suzuki | 31    |
| =     | Johnny Cecotto    | Yamaha | 31    |
| 8     | Graeme Crosby     | Suzuki | 29    |
| 9     | Jack Middelburg   | Suzuki | 20    |
| 10    | Takazumi Katayama | Suzuki | 18    |

## 350GP

### Delsegrare
| Bana        | Vinnare        | Märke         |
| ----------- | -------------- | ------------- |
| Misano      | Johnny Cecotto | Yamaha        |
| Paul Ricard | Jon Ekerold    | Bimota-Yamaha |
| Assen       | Jon Ekerold    | Bimota-Yamaha |
| Silverstone | Anton Mang     | Kawasaki      |
| Brno        | Anton Mang     | Kawasaki      |
| Nürburgring | Jon Ekerold    | Bimota-Yamaha |

### Slutställning
| Plats | Förare              | Märke         | Poäng |
| ----- | ------------------- | ------------- | ----- |
| 1     | Jon Ekerold         | Bimota-Yamaha | 63    |
| 2     | Anton Mang          | Kawasaki      | 60    |
| 3     | Jean-François Baldé | Kawasaki      | 38    |
| 4     | Johnny Cecotto      | Yamaha        | 37    |
| 5     | Jeff Sayle          | Yamaha        | 25    |
| 6     | Eric Saul           | Yamaha        | 24    |

## 250GP
Anton Mang vann titeln. Han vann fyra segrar, mot konkurrenten Kork Ballingtons fem, men vann titeln på bättre jämnhet.

### Delsegrare
| Bana        | Vinnare         | Märke    |
| ----------- | --------------- | -------- |
| Misano      | Anton Mang      | Kawasaki |
| Jarama      | Kork Ballington | Kawasaki |
| Paul Ricard | Kork Ballington | Kawasaki |
| Opatija     | Anton Mang      | Kawasaki |
| Assen       | Carlos Lavado   | Yamaha   |
| Spa         | Anton Mang      | Kawasaki |
| Imatra      | Kork Ballington | Kawasaki |
| Silverstone | Kork Ballington | Kawasaki |
| Brno        | Anton Mang      | Kawasaki |
| Nürburgring | Kork Ballington | Kawasaki |

### Slutställning
| Plats | Förare              | Märke      | Poäng |
| ----- | ------------------- | ---------- | ----- |
| 1     | Anton Mang          | Kawasaki   | 128   |
| 2     | Kork Ballington     | Kawasaki   | 87    |
| 3     | Jean-François Baldé | Kawasaki   | 59    |
| 4     | Thierry Espié       | Yamaha     | 53    |
| 5     | Roland Freymond     | Morbidelli | 46    |
| 6     | Carlos Lavado       | Yamaha     | 29    |

## 125GP
Pierpaolo Bianchi på en MBA blev världsmästare.

### Delsegrare
| Bana        | Vinnare           | Märke      |
| ----------- | ----------------- | ---------- |
| Misano      | Pierpaolo Bianchi | MBA        |
| Jarama      | Pierpaolo Bianchi | MBA        |
| Paul Ricard | Angel Nieto       | Minarelli  |
| Opatija     | Guy Bertin        | Motobécane |
| Assen       | Angel Nieto       | Minarelli  |
| Spa         | Angel Nieto       | Minarelli  |
| Imatra      | Angel Nieto       | Minarelli  |
| Silverstone | Loris Reggiani    | Minarelli  |
| Brno        | Guy Bertin        | Motobécane |
| Nürburgring | Guy Bertin        | Motobécane |

### Slutställning
| Plats | Förare            | Märke      | Poäng |
| ----- | ----------------- | ---------- | ----- |
| 1     | Pierpaolo Bianchi | MBA        | 90    |
| 2     | Guy Bertin        | Motobécane | 81    |
| 3     | Angel Nieto       | Minarelli  | 78    |
| 4     | Bruno Kneubühler  | MBA        | 68    |
| 5     | Hans Müller       | MBA        | 64    |
| 6     | Loris Reggiani    | Minarelli  | 63    |

29 förare torde tagit VM-poäng.

## 50GP
Eugenio Lazzarini blev världsmästare två poäng före Stefan Dörflinger.

### Delsegrare 50GP
50GP fanns med vid sex av 10 Grand Prix.
| Bana        | Vinnare           | Märke             |
| ----------- | ----------------- | ----------------- |
| Misano      | Eugenio Lazzarini | Kreidler Van Veen |
| Jarama      | Eugenio Lazzarini | Kreidler Van Veen |
| Opatija     | Ricardo Tormo     | Kreidler Van Veen |
| Assen       | Ricardo Tormo     | Kreidler Van Veen |
| Spa         | Stefan Dörflinger | Kreidler Van Veen |
| Nürburgring | Stefan Dörflinger | Kreidler Van Veen |

### Slutställning 50GP
| Plats | Förare            | Startnr | Land          | Motorcykel | Poäng | GP-vinster |
| ----- | ----------------- | ------- | ------------- | ---------- | ----- | ---------- |
| 1     | Eugenio Lazzarini | 1       | Italien       | Iprem      | 74    | 2          |
| 2     | Stefan Dörflinger | 10      | Schweiz       | Kreidler   | 72    | 2          |
| 3     | Hans Hummel       |         | Österrike     | Kreidler   | 37    | 0          |
| 4     | Ricardo Tormo     |         | Spanien       | Kreidler   | 36    | 2          |
| 5     | Henk van Kessel   | 7       | Nederländerna | Kreidler   | 31    | 0          |
| 6     | Hans Spaan        |         | Nederländerna | Kreidler   | 24    | 0          |